# Call Off the Search (nummer)
"Call Off the Search" is een single van de Britse zangeres Katie Melua. Het nummer werd uitgebracht als de eerste track op het gelijknamige album Call Off the Search uit 2003. Het nummer werd als single uitgebracht in 2004. 

## Achtergrond
Call Off the Search is geschreven en geproduceerd door Mike Batt. Het was de tweede single van Katie Melua, na The Closest Thing to Crazy dat internationaal een grote hit was. Call Off the Search was geen succesvolle opvolger. Het lied haalde enkel in het Verenigd Koninkrijk en in Ierland de hitlijsten, respectievelijk op plaats 19 en 27.